# Lepanus monteithi
Lepanus monteithi är en skalbaggsart som beskrevs av Matthews 1974. Lepanus monteithi ingår i släktet Lepanus och familjen bladhorningar. Inga underarter finns listade i Catalogue of Life.